# Elachiptera edwardsi
Elachiptera edwardsi är en tvåvingeart som beskrevs av Curtis W. Sabrosky 1951. Elachiptera edwardsi ingår i släktet Elachiptera och familjen fritflugor. Inga underarter finns listade i Catalogue of Life.